# Meg White
Megan Martha White, detta Meg (Grosse Pointe Farms, 10 dicembre 1974), è una batterista statunitense, celebre per essere stata un membro del duo The White Stripes insieme a Jack White.

## Primi anni
Meg White è nata a Grosse Pointe Farms, Michigan da Walter Hackett White Jr. e Catherine White. Ha trascorso gli anni dell'infanzia assieme ai suoi genitori e sua sorella Heather nell'area di Detroit.

## Carriera
Jack White ha trascorso gran parte degli anni novanta suonando in diverse band. Nel 1997, Meg provò per la prima volta a suonare la batteria. I due cominciarono a chiamarsi The White Stripes e ben presto suonarono al loro primo concerto a Detroit.
Jack ha espressamente considerato Meg la componente chiave degli Stripes. Occasionalmente Meg ha avuto anche il ruolo di voce solista, cantando in In the Cold, Cold Night nell'album Elephant, Passive Manipulation nell'album Get Behind Me Satan, Who's a Big Baby e St. Andrew (This Battle Is in the Air) nell'album Icky Thump. Jack e Meg cantano invece insieme nelle canzoni Hotel Yorba, This Protector, Rated X, Well It's True That We Love One Another e Rag and Bone.
Meg White è comparsa anche nella copertina del singolo Pink dei Whirlwind Heat e nel video della canzone Cha Cha Twist dei Detroit Cobras. Insieme a Jack White ha recitato in un segmento del film Coffee and Cigarettes.

## Vita personale
Tra la fine degli anni '90 e l'inizio dei 2000 ha avuto una relazione con Jack White, il quale ha adottato il cognome naturale di Meg come suo pseudonimo artistico. Prendendosi gioco della stampa, Jack ha proposto due versioni: che sono stati effettivamente sposati per quattro anni, oppure che sarebbero i fratelli più piccoli di una grande famiglia (fatto molto improbabile, essendo nati nel luglio del 1975 e nel dicembre del 1974).
L'11 settembre 2007, il gruppo fu costretto a cancellare diciotto date a causa dei disturbi d'ansia di Meg. Il giorno seguente, questi problemi causarono l'annullamento dell'intero tour.
Meg White soffre di ansia ed attacchi di panico, e lei stessa si è descritta come una persona "molto timida". Nel 2005 lei disse a Rolling Stone che "più uno parla, meno la gente ascolta". A seguito della cancellazione di varie date del tour 2008 dei White Stripes, Jack dichiarò che "Meg è una ragazza molto timida, una persona molto riservata e tranquilla. Andare a tutta velocità da un punto morto è travolgente e abbiamo dovuto fare una pausa." Nel maggio 2009, Meg White ha sposato il chitarrista Jackson Smith, figlio di Patti e Fred Smith; la coppia ha divorziato nel 2013. Dal 2014 risiede a Detroit.